# Производство кофе в Перу
Перуанский кофе является основным продуктом сельскохозяйственного экспорта наряду со спаржей и составляет около половины сельскохозяйственного экспорта и около 5 % всего экспорта Перу. Этот продукт также является одним из тех, которые оказывают наибольшее социально-экономическое влияние.
Этот кофе в основном производится в долинах и восточной части Андского хребта, на границе с перуанскими джунглями, и выращивается в 388 районах Перу 150 000 производителей, занимая около 330 000 гектаров.

## История
Кофе прибыл в Америку вместе с европейскими иммигрантами в XVIII веке, и они ввели его в сельское хозяйство в Центральной и Южной Америке. К середине XVIII века кофе уже производился в Чанчамайо, Мойобамбе, Сан-Игнасио, Хаэне, Уануко и Куско, для местного потребления и для экспорта в Германию, Чили и Великобританию. Первое кафе Лимы было открыто в 1771 году Франсиско Серио на улице Санто-Доминго.
С 1850 года европейские иммигранты ввезли кофе в долину Чанчамайо, вместе с табаком, какао и сахарным тростником. В 1930 году туда поступил приток английского капитала. С конца XX века производство перуанского кофе улучшилось не только по количеству, но и по качеству. Органический кофе Перу имеет хорошую международную известность.

## Современное состояние
Сегодня Перу занимает восьмое место в мире по производству зернового кофе, поднявшись на семь позиций с 1990 года и на два места с 2006 года. По данным ФАО — Продовольственной и сельскохозяйственной организации ООН — в 2008 году производство кофе в Перу составило 677 000 тонн. В то время как Международная организация кофе упоминает о том, что в Перу за тот же год было произведено 4,25 миллиона мешков кофе.
Перу находилось в числе 20 ведущих стран-производителей кофе в мире по состоянию на 2014 год и занимает пятое место по экспорту арабики на мировом рынке. Кофе экспортируется в основном в США, страны Евросоюза и Японию.
В рамках двадцать второй ярмарки Американской ассоциации специального кофе (SCAA) специальный кофе Перу получил награду как «лучший специальный кофе в мире», обойдя таких крупных и известных его производителей, как Колумбия и Гватемала.

## Классификация и технические нормы
Для перуанского кофе установлены два технических стандарта NTP 209.027-2001 и NTP 209.311-2003. Они нормируют сортировку кофе по качеству, влажности, гранулометрии, санитарному состоянию и тестам на вкус. Дополнительно классифицируются высокогорный кофе (выращенный на высоте более 1200 метров над уровнем моря) и кофе из низких долин, выращенных ниже этой отметки. Основываясь на стандартах классификации кофе, Национальный совет по кофе ежегодно проводит Национальный конкурс качества, в котором выбираются лучшие виды зерен по 100-балльной шкале.

## Внутреннее потребление
Хотя Перу является одним из крупнейших производителей кофе в мире и более 200 000 человек зависят от его производства, потребление кофе внутри страны является низким. Текущее потребление на душу населения оценивается всего в 600—800 г в год.
Рынок обжаренного и растворимого кофе в стране оценивается в $ ~ 110 млн. Подсчитано, что в 2018 году объем потребления домохозяйств вырос на 3,4 %, а в течение 2020 года — на 6 %. Это четкое указание на миграцию потребления качественного кофе через демографию нового поколения. В 2018 году потребление молотого кофе выросло в стоимости на 26 %, а частота покупок выросла на 6 % до 30 в год. Растворимый кофе остается важнейшей категорией с ростом стоимости на 4,4 % и объемом на 2,6 %.